# Liste des comtes et ducs d'Apulie et de Calabre
Cet article présente la liste des comtes et ducs d'Apulie et de Calabre, qui ont régné sur les régions du sud de l'Italie entre le XIe et le XIIe siècle. Le fief est né sous le prince lombard Guaimar IV de Salerne, acclamé « duc d'Apulie et de Calabre » par ses vassaux lombards et normands. En contrepartie, Guaimar nomme Guillaume Bras-de-Fer, chef de la maison de Hauteville et chef des Normands, comte de Melfi.
En 1047, l'empereur Henri III prive Guaimar de son titre ducal et place le successeur de Guillaume, Drogon, à la tête du duché avec le titre de Dux et Magister Italiae Comesque Normannorum totius Apuliae et Calabriae (duc et maître d'Italie, comte des Normands de toute l'Apulie et de la Calabre), vassal direct de la couronne impériale.

## Comtes d'Apulie
| Nom                                 | Portrait | Date de naissance | Règne | Règne        | Mariage                                                                              | Notes                                                                                                   |
| Nom                                 | Portrait | Date de naissance | Début | Fin          | Mariage                                                                              | Notes                                                                                                   |
| ----------------------------------- | -------- | ----------------- | ----- | ------------ | ------------------------------------------------------------------------------------ | --- |
| Hauteville (1042-1059)              |          |                   |       |              |                                                                                      | |
| Guillaume Ier Guillaume Bras-de-Fer |          | vers 1005         | 1042  | 1046         | Guida de Sorrente (it) Sans descendance                                              | Fils aîné de Tancrède de Hauteville et de Murielle Désigné comte d'Apulie par Guaimar IV de Salerne     |
| Drogon                              |          | vers 1010         | 1046  | 1051         | Gaitelgrima de Salerne (it) 1 fils, 2 filles                                         | Fils de Tancrède de Hauteville et de Murielle Frère de Guillaume Héritier mâle par proximité de sang    |
| Onfroi                              |          | vers 1010         | 1051  | 1057         | (1) Matilda Drengot 2 fils (2) Gaitelgrima de Salerne (it) 1 fille                   | Fils de Tancrède de Hauteville et de Murielle Frère de Drogon Héritier mâle par proximité de sang       |
| Robert le Rusé                      |          | 1015              | 1057  | 23 août 1059 | (1) Aubrée de Buonalbergo 1 fils, 1 fille (2) Sykelgaite de Salerne 5 filles, 3 fils | Fils de Tancrède de Hauteville et de Frédésende Demi-frère d'Onfroi Héritier mâle par proximité de sang |

À la suite du traité de Melfi, le pape Nicolas II nomme Robert duc d'Apulie, de Calabre et de Sicile le 23 août 1059, reconnaissant par avance sa future conquête de la Sicile.

## Ducs d'Apulie et de Calabre
| Nom                 | Portrait | Date de naissance | Règne | Règne | Mariage                          | Notes |
| Nom                 | Portrait | Date de naissance | Début | Fin   | Mariage                          | Notes |
| ------------------- | -------- | ----------------- | ----- | ----- | -------------------------------- | --- |
| Guaimar (1042-1047) |          |                   |       |       |                                  | |
| Guaimar             |          | vers 1013         | 1042  | 1047  | Gemma de Capoue 1 fils, 3 filles | Fils aîné de Guaimar III de Salerne et de Gaitelgrima de Bénévent (it). En septembre 1042 à Melfi, approuvant l'élection de Guillaume de Hauteville comme comte d'Apulie, il obtient en retour l'acclamation comme duc d'Apulie et de Calabre. |

Pendant la période 1047-1059, le comté est soumis à la vassalité directe de l'empereur.
| Nom                    | Portrait | Date de naissance | Règne           | Règne             | Mariage | Notes |
| Nom                    | Portrait | Date de naissance | Début           | Fin               | Mariage | Notes |
| ---------------------- | -------- | ----------------- | --------------- | ----------------- | --- | --- |
| Hauteville (1059-1193) |          |                   |                 |                   | | |
| Robert le Rusé         |          | 1015              | 23 août 1059    | 17 juillet 1085   | (1) Aubrée de Buonalbergo 1 fils, 1 fille (2) Sykelgaite de Salerne 5 filles, 3 fils                                       | Fils de Tancrède de Hauteville et de Frédésende. Le 23 août 1059, par le traité de Melfi, le pape Nicolas II investit officiellement Robert du titre de duc des Pouilles, de Calabre et de Sicile.                                                                                          |
| Roger Ier Borsa        |          | vers 1060         | septembre 1085  | 22 février 1111   | Adèle de Flandre 3 fils | Fils de Robert et de Sykelgaite de Salerne Proclamé hériter par Robert |
| Guillaume II           |          | 1095              | 1111            | 1127              | Gaitelgrima d'Apulie (it) Sans descendance                                                                                 | Fils de Roger Ier et d'Adèle de Flandre Héritier mâle par proximité de sang |
| Roger II le Normand    |          | 22 décembre 1095  | 28 juillet 1127 | 27 septembre 1134 | (1) Elvire de Castille 5 fils et 2 filles (2) Sibylle de Bourgogne Sans descendance (3) Beatrix de Rethel 1 fille posthume | Fils de Roger Ier de Sicile et d'Adélaïde de Montferrat. En raison de la mort sans descendance de Guillaume II d'Apulie, le duché est annexé au comté de Sicile en 1127, le titre ducal étant parfois donné à l'héritier du trône de Sicile. Il est également roi de Sicile de 1130 à 1154. |
| Roger III              |          | 1118              | 1134            | 1148              | Isabelle de Champagne 2 fils                                                                                               | Fils aîné de Roger II et d'Elvire de Castille Proclamé héritier par Roger II Il est opposé à Rainolf d'Alife. |

Roger III est opposé à Rainolf d'Alife, qui est investi du duché d'abord conjointement par le pape Innocent II et l'empereur Lothaire II, puis (afin de garantir au-delà de tout doute raisonnable le respect des formalités et de la légitimité juridique de l'investiture) par l'empereur Lothaire II seul.
| Nom                 | Portrait | Date de naissance | Règne | Règne | Mariage                                     | Notes |
| Nom                 | Portrait | Date de naissance | Début | Fin   | Mariage                                     | Notes |
| ------------------- | -------- | ----------------- | ----- | ----- | ------------------------------------------- | --- |
| Drengot (1137-1139) |          |                   |       |       |                                             | |
| Rainolf d'Alife     |          | vers 1093         | 1137  | 1139  | Mathilde de Hauteville (it) 1 fils, 1 fille | Fils de Robert de Alife (it) et de Gaitelgrima. Investi du duché d'abord conjointement par le pape Innocent II et l'empereur Lothaire II, puis (afin de garantir au-delà de tout doute raisonnable le respect des formalités et de la légitimité juridique de l'investiture) par l'empereur Lothaire II seul. |

L'opposition de Rainolf d'Alife à Roger III se termine avec la mort du premier.
| Nom                      | Portrait | Date de naissance | Règne | Règne | Mariage                      | Notes |
| Nom                      | Portrait | Date de naissance | Début | Fin   | Mariage                      | Notes |
| ------------------------ | -------- | ----------------- | ----- | ----- | ---------------------------- | --- |
| Hauteville (1059-1193)   |          |                   |       |       |                              | |
| Guillaume III le Mauvais |          | 1120              | 1148  | 1154  | Marguerite de Navarre 4 fils | Fils de Roger II et d'Elvire de Castille Frère de Roger III Héritier mâle par proximité de sang Il laisse le duché à son fils aîné pour devenir roi de Sicile sous le nom de Guillaume Ier. |
| Roger IV d'Apulie        |          | 1152              | 1154  | 1161  | –                            | Fils aîné de Guillaume III et de Marguerite de Navarre Nommé héritier par Guillaume III |

Après la mort de Roger IV d'Apulie, le titre reste vacant. Il est ensuite restauré pour le fils de Guillaume II, qui meurt prématurément, et pour Roger III (1189), fils de Tancrède de Sicile.
| Nom                    | Portrait | Date de naissance | Règne | Règne | Mariage                     | Notes                                                                                                 |
| Nom                    | Portrait | Date de naissance | Début | Fin   | Mariage                     | Notes                                                                                                 |
| ---------------------- | -------- | ----------------- | ----- | ----- | --------------------------- | --- |
| Hauteville (1059-1193) |          |                   |       |       |                             | |
| Bohémond               |          | 1181              | 1181  | 1181  | –                           | Fils de Guillaume II et de Jeanne d'Angleterre Nommé duc d'Apulie par Guillaume II Mort prématurément |
| Roger V                |          | 1175              | 1189  | 1193  | Irène Ange Sans descendance | Fils aîné de Tancrède de Sicile et de Sibylle d'Acerra Désigné duc par Tancrède de Sicile             |

Lorsque Frédéric II devient roi de Sicile en 1198 en tant que dernier descendant de la maison de Hauteville, il utilise pour lui-même le titre de duc d'Apulie en plus de ceux de roi de Sicile et de prince de Capoue.

## Ducs des Pouilles
Ducs des Pouilles, deuxième création :
- Emmanuel-Philibert de Savoie (1869-1931), premier duc des Pouilles, de 1873 à 1890
- Amédée de Savoie-Aoste (1898-1942), deuxième duc des Pouilles, de 1898 à 1931
- Amédée de Savoie-Aoste (1943-2021), troisième duc des Pouilles, de 1943 à 1948
- Aimon de Savoie-Aoste (1967), quatrième duc des Pouilles, de 1967 à 2006 (contesté)
- Vacant